# Tupirama
Tupirama este un oraș în Tocantins (TO), Brazilia.